# Julius Stinde
Julius Ernst Wilhelm Stinde (Kirchnüchel (Kelet-Holstein), 1841. augusztus 28. – Olsberg, 1905. augusztus 5.) német író.

## Élete és munkássága

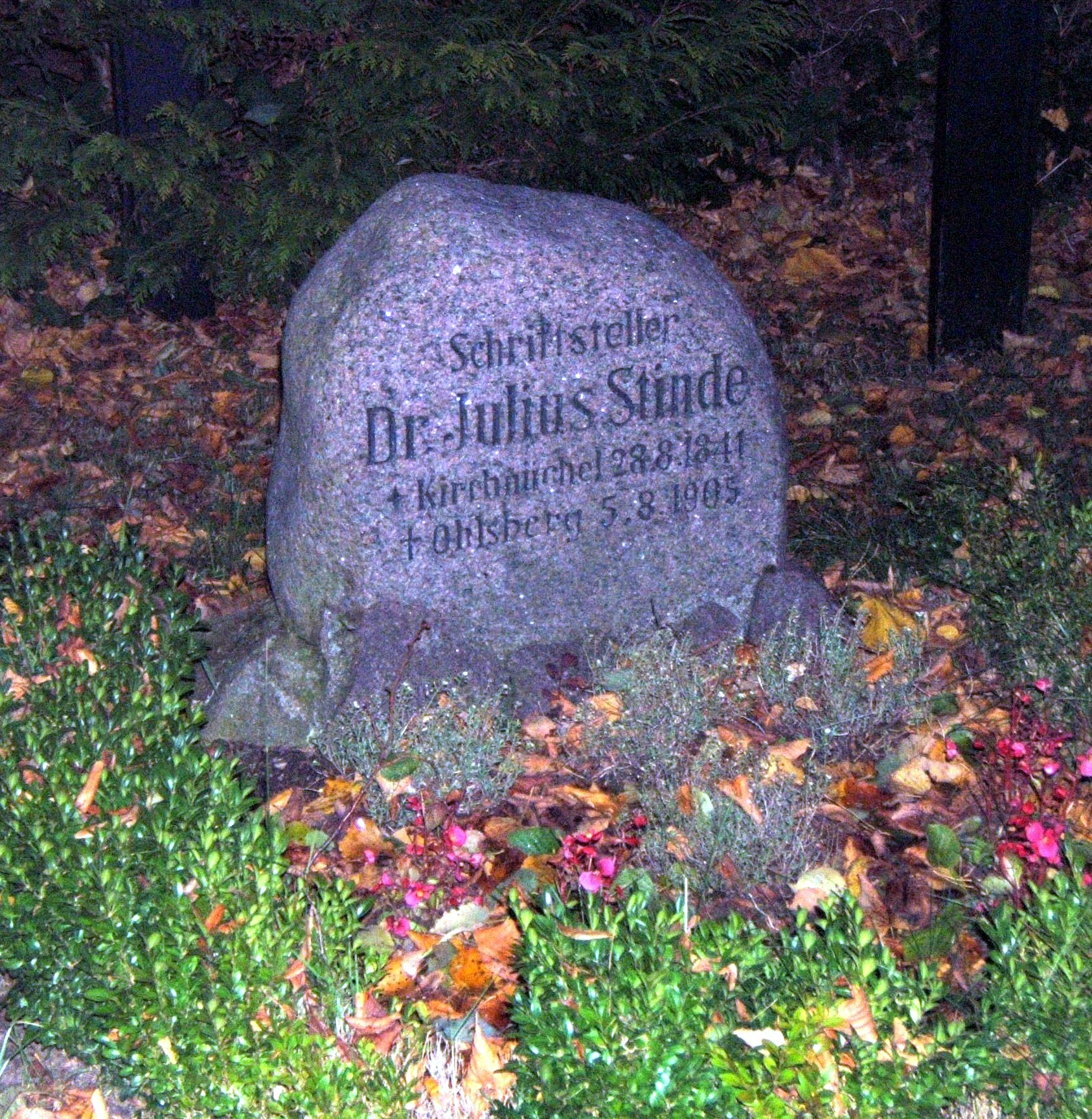
Sírja a lensahni temetőben

Conrad Georg Stinde (1805–1881) és Holdy Anna Constantine Gardthausen (1811–1848) fia. Gimnáziumi tanulmányait Eutinban végezte. Vegytant és természettudományokat tanult, 1863-ban Jénában szerzett doktori diplomát. 1864-től kémikusként dolgozott a Grabe & Co. cégnél Hamburgban. Aztán az irodalomra adta magát, főként természettudományi tárcákat írt. 1876-ban Berlinbe költözött. Nagy sikere volt Stinde humoros vázlatainak, amelyekben a berlini nyárspolgáréletet festette le.

## Művei

### Természettudományi tárcái
- Blicke durch das Mikroskop (Hamburg, 1869)
- Naturwissenschaftliche Plaudereien (uo. 1873)
- Alltagsmärchen. Novelletten (2. kiad. uo. 1873)
- Die Opfer der Wissenschaft (Alfred de Valmy álnév alatt, 2. kiad. Lipcse, 1879)
- Aus der Werkstatt der Natur (3 köt., uo. 1880, 2. kiad. Drezda 1888-89)

### Alnémet nyelvű vígjátékai
- Hamburger Leiden
- Tante Lotte
- Eine Hamburger Köchin
- Die Blumenhändlerin von St. Pauli
- Die Familie Carstens

### Karácsonyi meséi
- Princess Tausendschön, Prinz Unart, Ihre Familie (Engelsszel együtt, népszínmű, 1883)
- Waldnovellen (Berlin, 1881, 12. kiad. 1892)
- Die Wandertruppe, oder das Dekamerone der Verkannten (uo. 1881, 8. kiad. 1890)

### Humoros vázlatai

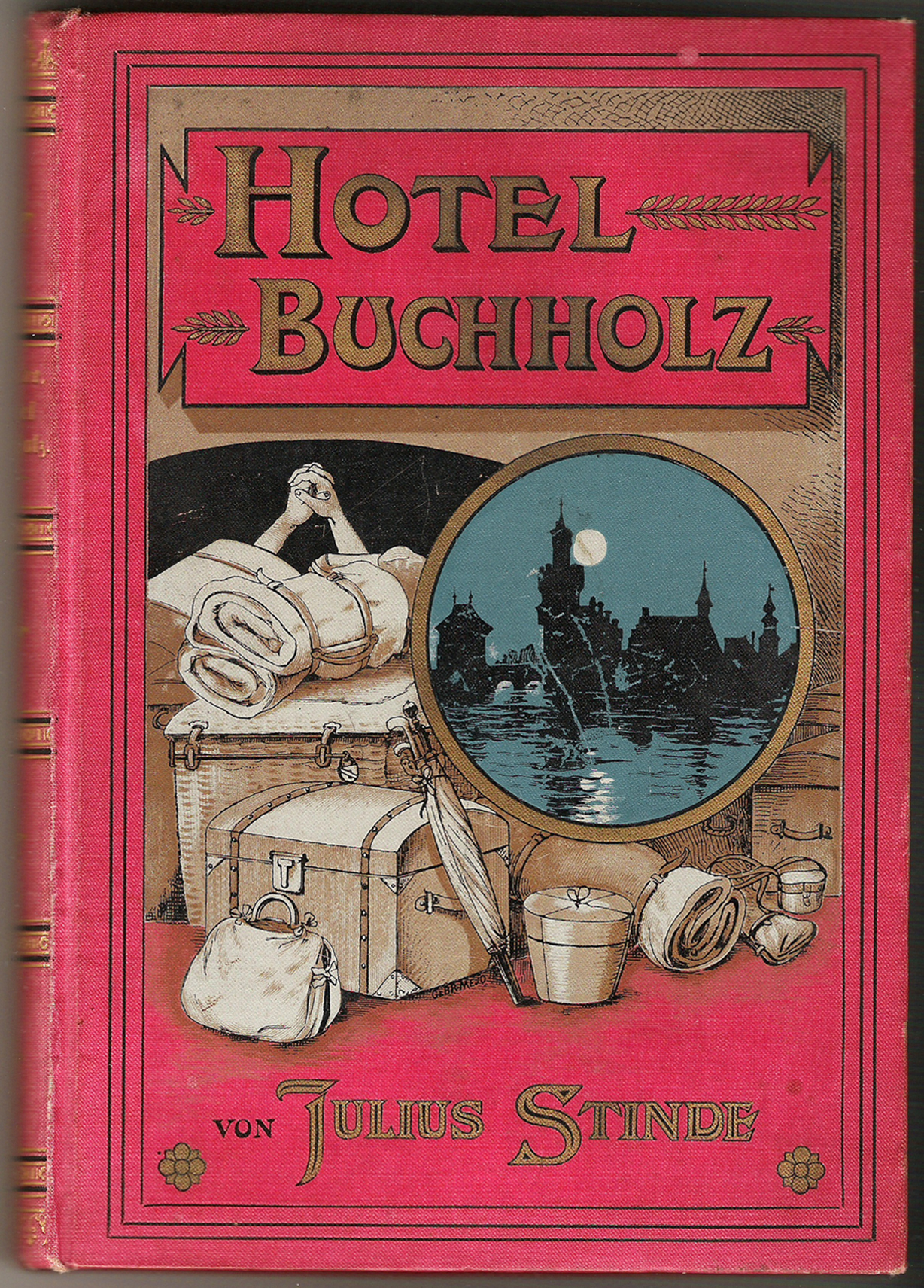
A Hotel Buchholz 1897-es kiadásának borítója

- Buchholzens in Italien (Berlin 1883, 54. kiad. 1892)
- Die Familie Buchholz (uo. 1884, 75. kiad. 1894)
- Der Familie Buchholz zweiter Teil (uo. 1885, 59. kiad. 1893)
- Frau Buchholz im Orient (uo. 1888, 36. kiad. 1890)
- Wilhelmine Buchholz' Memoiren (4 rész, 18. kiad. uo. 1895)

## Magyarul
- A Buchholz-familia; Athenaeum, Bp., 1886

## Fordítás
- Ez a szócikk részben vagy egészben  a   Julius Stinde című német Wikipédia-szócikk fordításán alapul.  Az eredeti cikk szerkesztőit annak laptörténete sorolja fel. Ez a jelzés csupán a megfogalmazás eredetét és a szerzői jogokat jelzi, nem szolgál a cikkben szereplő információk forrásmegjelöléseként.